# Bernhard Klodt
Bernhard Klodt   (Gelsenkirchen, 26 d'octubre de 1926 - Garmisch-Partenkirchen, 23 de maig de 1996), també anomenat Berni Klodt, fou un futbolista alemany de la dècada de 1950.
Fou 19 cops internacional amb la selecció de futbol d'Alemanya amb la qual participà a la copa del Món de futbol de 1954 i a la de 1958.
Pel que fa a clubs, destacà a FC Schalke 04.